# Kelly Willie
Kelly Jeromy Willie (Houston, 7 settembre 1982) è un ex velocista statunitense, specializzato nei 400 metri piani.
In carriera è stato campione olimpico (ad Atene 2004) e mondiale indoor (a Valencia 2008) della staffetta 4×400 metri.

## Palmarès
| Anno | Manifestazione  | Sede     | Evento  | Risultato | Prestazione | Note                                    |
| ---- | --------------- | -------- | ------- | --------- | ----------- | --------------------------------------- |
| 2004 | Giochi olimpici | Atene    | 4×400 m | Oro       | 2'55"91     | [ 1 ]                                   |
| 2008 | Mondiali indoor | Valencia | 4×400 m | Oro       | 3'06"79     | Miglior prestazione mondiale stagionale |